# جاك باريت (لاعب كريكت)
جاك باريت (بالإنجليزية: Jack Barrett)‏ (و. 1866 – 1916 م) هو لاعب كريكت، ولاعب كرة قدم أسترالية أسترالي، ولد في ساوث ملبورن، توفي عن عمر ناهز 50 عاماً.

## روابط خارجية
- جاك باريت على موقع إي آس بي آن كريك إنفو (الإنجليزية)